# Плаксива Мірта
Мірта Елізабет Воррен (англ. Myrtle Elizabeth Warren), після смерті відоміша як Плаксива Мірта (англ. Moaning Myrtle) — одна з привидів Гоґвортсу. З'явилася відносно нещодавно, 1943 року, коли Том Редл випустив Василіска з Таємної кімнати. Вхід у кімнату знаходиться в жіночому туалеті на другому поверсі, і треба ж було Мірті опинитися саме в такий невідповідний час в такому невідповідному місці! Василіск, який виповз у цей час з Таємної кімнати, вбив дівчинку одним поглядом. Тепер вона мешкає в туалеті, а дівчатка намагаються саме в цей туалет не ходити.